# Karol Piegza
Karol Piegza (9. října 1899, Lazy – 3. února 1988, Jablunkov) byl polský učitel, aktivista, spisovatel, folklorista, fotograf a malíř působící na „Zaolží“ v Těšinském Slezsku.

## Životopis
Karol Piegza se narodil jako syn horníka Antona Piegzy (1869–1926) a Johanny roz. Wirbové (1871). S manželkou Augustinou roz. Fierlovou (1899–1958) měl syna Tadeusze (1923–1962).
Po ukončení docházky do základní školy absolvoval čtyři třídy polského gymnázia v Orlové. Aby se vyhnul vojenské službě začal pracovat na šachtě. Bez vědomí rodičů odešel studovat na učitelský ústav v Bobrkách u Těšína. Počátkem roku 1917 byl odveden do rakousko-uherské armády na italskou frontu. Koncem roku 1918 se nemocný vrátil a následně úspěšně absolvoval učitelský ústav maturitou v roce 1919. V září téhož roku nastoupil na první učitelské místo v rodných Lazích. Po 4 letech převzal místo učitele kreslení na polském reálném gymnáziu v Orlové, kde zastupoval Gustawa Fierlu. Po odchodu z gymnázia v Orlové byl jmenován ředitelem školy v Lazích a v této funkci pracoval až do 1. 9. 1938, kdy se stal ředitelem nově vybudované polské školy ve Stonavě. Počátkem roku 1940 byl uvězněn v koncentračních táborech Dachau a Mauthausen. Po návratu až do konce války byl úředníkem na nádraží v Orlové a v pekárně v Lazích. Po válce odešel do Jablunkova na místo ředitele zdejší polské školy. V této funkci setrval až do důchodu. 
V Jablunkově začal publikovat, maloval a fotografoval, věnoval se sběratelství, dokumentaci a studiu lidové kultury. Už před 2. světovou válkou byl aktivním členem turistického spolku Beskid Śląski a Śląskiego Związku Literacko-Artystycznego. Po válce se aktivně zapojil do spolkového života polské menšiny. Byl u zrodu místní organizace PZKO, byl členem Sekcji Literacko-Artystycznej i Folkorystycznej PZKO. Vedle práce pedagoga a etnografa byl také malířem a básníkem. Podílel se na přípravě národopisných programů, spolupracoval s muzei v regionu a byl redaktorem časopisu Zwrot. V roce 1948 inicioval a zorganizoval 1. ročník folklorních slavností polské menšiny Gorolski Święto, které se konaly každoročně.
V roce 1983 za zásluhy pro lidovou kulturu mu byla udělena Cena Oskara Kolberga (Nagroda im.Oskara Kolberga). Po jeho smrti mu bylo v Jablunkově otevřeno malé muzeum a na průčelí Domu PZKO umístěna pamětní deska.

### Tvorba

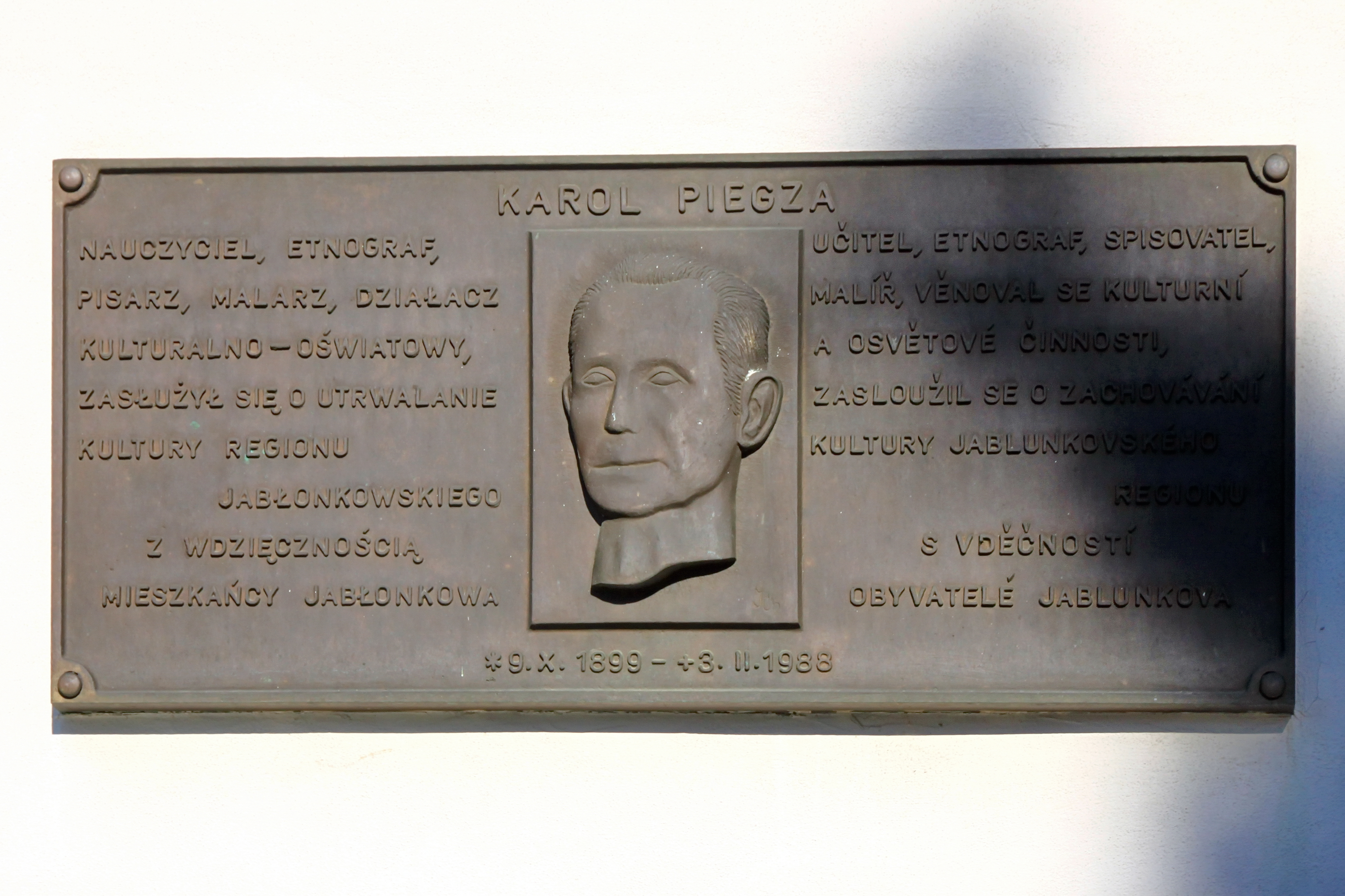
Pamětní deska na průčelí Domu PZKO v Jablunkově

Karol Piegza psal v literární polštině a v těšinském nářečí. Meziválečné období bylo spojeno s územím Karvinska a okolí. Popisoval život horníků, sbíral anekdoty. Na Jablunkovsku byl fascinován beskydskou krajinou a životem místních horalů. Jeho tvorba – knihy, básně a fotografie byly úzce spojeny s folklórem oblasti Zaolží.

## Dílo

### Brožury
- Malarze śląscy (1937)
- Kozubowa (1939)
- Ceramika cieszyńska (1971)
- Komedianci (1979)
- Cieszyńskie skrzynie malowane (1983)

### Sbírky příběhů
- Sękaci ludzie (1963) i (1979)
- Opowiadania beskidzkie (1971)
- Tam pod Kozubową (1974)

### Sbírky poezie
- Echa spod hałdy (1975)

### Ostatní
- Hawiyrski bojki (1952)
- Gajdosz z Kurajki (1953)
- Toporem pisane (1955)
- Nowele beskidzkie (1961)